# Adenau
Adenau är en stad i Landkreis Ahrweiler i Rheinland-Pfalz, Tyskland. I staden bor det runt 3 000 personer.
Staden ingår i kommunalförbundet Verbandsgemeinde Adenau tillsammans med ytterligare 36 kommuner.